# 美味奇缘 (电影)
《美味奇缘》是2021年法国上映，由艾瑞克·贝斯纳执导，格莱高利·嘉德波瓦等人出演的一部电影，该电影主要讲述的是一个厨师的故事。该作的背景是发生在法国大革命之前的那段时间。

## 電影內容简介
有一个在给贵族做饭的厨师，因为他新想的菜谱没有得到贵族以及其他人的赏识，并且因为厨师不愿意向不理解他的人道歉，于是便决定辞职，然后带着儿子回到了乡下。
在这之后，一个女子找到了厨师，并希望成为厨师的学生，虽说最初厨师没有同意，但是最后他还是同意了女子的要求，并在之后与这个女子发生了很多的故事。

## 演员表
- 格莱高利·嘉德波瓦
- 伊莎贝尔·卡雷
- 本杰明·拉维赫尼
- 吉约姆·德·东克戴克
- 克里斯蒂安·布耶特
- 洛伦佐·勒费弗尔
- 玛丽·朱莉·鲍普
- 洛朗·巴图
- 克里斯朵夫·罗西尼翁
- 杰里米·洛佩兹
- 安托万·高尔友利
- 帕特里克·薛内斯

## 拍摄
- 该作在拍摄前，曾选了很多的演员[3]
- 参与该作的制作人员让·查尔斯·卡曼认为该作应该尽可能的符合历史。[4]
- 参与拍摄的演员共有350人，该作的灯光灵感来源于艺术家Jean Siméon Chardin。

## 所获奖项
- 在2022年凯撒奖中，玛德琳·芳登凭借该作获得最佳服装奖、伯特兰·塞茨获得最佳设计奖。同年，在国际电影音乐评论家协会中，Christophe Julien凭借该作最佳原创音乐奖。

## 備註
1. . InCinemas SG.   [2024-11-02]. （原始内容存档于2021-12-01）.
2. ↑  Magali Rangin. . 12 mars 2021  [4 mars 2022]. （原始内容存档于2022-07-08）. .
3. ↑  David Allignon. . 25 juin 2019  [4 mars 2022]. （原始内容存档于2022-04-22）. .
4. ↑  Aurélien Peyramaure. . 17 septembre 2021  [4 mars 2022]. （原始内容存档于2022-08-19）. .